# Суперкубок Китаю з футболу 1998
Суперкубок Китаю з футболу 1998  — 4-й розіграш турніру. Матч відбувся 7 березня 1999 року між чемпіоном клубом Далянь Ваньда Шиде та володарем кубка Китаю клубом Шанхай Шеньхуа.
| Володар Суперкубка Китаю 1998 |
| ----------------------------- |
|                               |
| Шанхай Шеньхуа Другий титул   |

## Матч

### Деталі
| 7 березня 1999 8:30 (EEST) |

| Далянь Ваньда Шиде | 0:3 | Шанхай Шеньхуа                |
| ------------------ | --- | ----------------------------- |
|                    |     | У Ченьїн 55' Марсело 80', 86' |

| Стадіон спортивного центру, Мяньян Арбітр: Лу Цзюнь |